# Aspilota saileri
Aspilota saileri är en stekelart som beskrevs av Fischer 1969. Aspilota saileri ingår i släktet Aspilota och familjen bracksteklar. Inga underarter finns listade.